# Равне-на-Корошкем (община)
Община Равне-на-Корошкем (словен. Občina Ravne na Koroškem) — одна з общин в північній Словенії. Адміністративним центром є місто Равне-на-Корошкем. Характеризується мальовничими пейзажами. Долина, у якій розташоване центральне місто, оточена пагорбами, вкритими лісами.

## Населення
У 2010 році в общині проживало 11691 осіб, 5862 чоловіків і 5829 жінок. Чисельність економічно активного населення (за місцем проживання), 4541 осіб. Середня щомісячна чиста заробітна плата одного працівника (EUR), 929,76 (в середньому по Словенії 966.62). Приблизно кожен другий житель у громаді має автомобіль (49 автомобілів на 100 жителів). Середній вік жителів склав 42,0 роки (в середньому по Словенії 41.6).